# Magomedchan Aratsilov
Magomedchan Aratsilov, född den 7 maj 1958 i Ryssland, är en sovjetisk brottare som tog OS-silver i mellanviktsbrottning i fristilsklassen 1980 i Moskva.